# Пољопривреда Северне Македоније
Пољопривреда у Северној Македонији обезбеђује егзистенцију за петину становништва земље, где половина живи у руралним подручјима. Индустријализација је била веома одложена због дуге османске владавине, а затим и разарања током Првог светског рата и српске окупације. Масовне аграрне реформе почеле су под Социјалистичком Федеративном Југославијом. Континентална и субмедитеранска клима у земљи омогућава велику разноликост производње, али изражен терен ствара подручја која су неискоришћена за пољопривреднике. Македонску пољопривреду доминира сточарство, посебно у планинским регионима, виноградарство и узгој воћа и поврћа, житарица и дувана. Пољопривреду у земљи карактеришу бројне мале породичне фарме, али и велика предузећа, преостала из социјалистичке ере. Од стицања независности 1991., земља је прешла на тржишну економију. Данас, пољопривреда чини 10% БДП-а Северне Македоније.  

## Историја
Први становници на данашњем простору Северне Македоније стигли су током неолита и бавили се пољопривредом. Међутим, историја пољопривреде у земљи била је врло мало документована све до османске инвазије у 14. веку.
Османлије су реформисале локалну администрацију и успоставиле тимарски систем, који је омогућио бившим официрима султана, Турцима и Албанцима да поседују земљу на којој су радили локални сељаци. Међутим, ови сељаци су побегли из долина због честих кретања војске и населили се на брдима. Да би их заменили, власти су подстицале миграцију Анадолаца и Влаха, углавном сточара и трговаца стоком. Имања система Тимар била су мања од 20 хектара и производила су мале количине житарица и памука. 
Од 1600. слабљење царских турских власти довело је до погоршања животних услова хришћана. Да би се суочио са финансијским тешкоћама, султан је приватизовао део македонске земље и понудио одређена имања (читлук) бившим војницима, који су стекли сва права на своја имања и сељаке који су тамо живели. Многи хришћански сељаци су поново побегли са пољопривредних земљишта у долинама да би се придружили Хајдуцима, групама одметника који су ширили немире на трговачким путевима. 
До 19. века, док се регион отварао према Истоку, локална економија је пропадала, посебно због америчке и индијске конкуренције на тржиштима памука и житарица. Одсуство пореза на необрађено земљиште значило је да је четири петине обрадивог земљишта остављено као пашњак. 
Када је Македонија припојена Србији 1912., била је то веома сиромашна регија, где је 80% становништва живело од пољопривреде, а 70% сељака није поседовало земљу већ је радило на имањима у власништву османских земљопоседника.  Након одласка Турака, Срби су донели закон којим су подстакли српску колонизацију; Македонци нису имали право да поседују имовину ван свог округа, а неколико имања на обрадивој земљи понуђено је српским официрима. 
После Првог светског рата, промовисана је индустријска пољопривреда, посебно узгој памука, дувана и мака.  Али већина македонских сељака, који су представљали 75% становништва,  радила је на малим парцелама земље користећи архаичне методе. Локална економија је патила због недостатка инфраструктуре и Велике депресије 1929., која је, на пример, довела до пада цене опијумског мака за 77%. 
Након Другог светског рата, започето је велико репланирање пољопривреде, сектора који је и даље у великој мери доминирао у македонској економији. Имовина прогнаника, странаца, манастира, раније приватних компанија и банака, национализована је, а половина од укупног износа додељена је пољопривредницима који су подржавали борбу против фашизма. Остатак је препуштен планираној индустријској пољопривреди и подељен је између неколико задруга. Сва приватна имања су реорганизована тако да је једна породица имала између 20 и 35 хектара земље. 
Социјалистичка Македонија је углавном производила дуван и мак, намењен фармацеутској индустрији . 
Развој индустрије смањио је веома велики број пољопривредника, који су, међутим, остали веома важни: чинили су скоро 80% становништва 1945.,  57% 1961. и 22% 1981. 
Након стицања независности 1991., земља је увела тржишну економију. Спор око имена са Грчком, као и југословенски ратови, довели су до тога да је Македонија изгубила своју главну извозну луку, Солун, и спречила трговину са суседном Србијом. Земља је изгубила 60% своје трговинске активности и била је близу банкрота.  Спор око имена је окончан 1995., али је 1999. рат на Косову снажно утицао на македонску економију, јер више није могла да извози робу у земље бивше Југославије и морала је да пронађе алтернативне купце, као што су Бугарска, Румунија и Грчка. 

## Структура пољопривреде
Северна Македонија поседује 10140 км2 пољопривредног земљишта, што је скоро 39% њене територије. Половина ове земље је посвећена узгоју усева, а друга половина сточарству. Земља има 48606,75 хектара шума.  Македонија се одликује малом површином својих пољопривредних имања: 80% њих је између 2,5 и 2,8 хектара и подељено је на мање парцеле. Бивша државна предузећа, која су много већа, углавном су у финансијским тешкоћама због непотпуних приватизација. 
Узгој усева се углавном одвија у равницама, попут Пелагоније, Полога и долине Вардара. Струмички регион је главни производни регион, са 8.130 хектара обрадивог земљишта.
Македонски пољопривредници се суочавају са тешкоћама, као што су недостатак семена и квалитетног ђубрива, лоше стање система за наводњавање и недостатак добрих продајних стратегија. 

## Продукција

### Сточарство
У Северној Македонији, узгој оваца је доминантан, са 794.053 оваца 2007. Следе краве (241.257); затим козе (132.924); и на крају коњи (32.567). Узгој оваца омогућава производњу вуне, меса и млека, које се углавном користи за производњу сира. Македонски пољопривредници такође узгајају кокошке (2.428.828) и зечеве. Земља такође има 109.769 кошница. 

### Усеви
Углавном се узгајају житарице, посебно пшеница, кукуруз, овас и пиринач, а такође и поврће, као што су парадајз, паприка, краставци, пасуљ, кромпир, лук, купус и диње. Дуван, опијумски мак и воће као што су јабуке, крушке, суве шљиве, трешње, кајсије, брескве, ораси и грожђе — посебно за производњу вина — такође се гаје. 
Северна Македонија је 2020. произвела:
- 318.000 тона грожђа;
- 246.000 тона пшенице;
- 205.000 тона паприке;
- 193.000 тона кромпира ;
- 168.000 тона купуса;
- 155.000 тона парадајза;
- 150.000 тона кукуруза;
- 148.000 тона јечма;
- 125.000 тона лубенице;
- 106.000 тона јабука;
- 63.000 тона црног лука;
- 49.000 тона краставца

Поред мање производње других пољопривредних производа. 

## Спољни линкови
- Профил Северне Македоније на сајту Организације за храну и пољопривреду УН
- Посебна напомена о Северној Македонији: Пољопривреда у Светској банци
- Министарство пољопривреде, шумарства и водопривреде Северне Македоније (in Macedonian)